# 國立政治大學附屬高級中學
國立政治大學附屬高級中學，簡稱為政大附中、政附（英語：The Affiliated High School of National Chengchi University，縮寫AHSNCCU），是一所位於臺北市文山區木柵的國立完全中學，附屬於國立政治大學。校園鄰近政大、貓空纜車、臺北市立動物園、指南宮。由政大、臺北市政府教育局、教育部共同籌設，校地由台北市提供，並共同出資興建校舍。

## 沿革
1998年政大附中設校案經行政院審查通過，政大教育學院副教授湯志民兼任籌備處主任。
2002年底校舍工程發包動工，由政大校長和臺北市教育局長擔任共同起造人。
2005年校舍完工，同年教育部中部辦公室（國民及學前教育署前身）同意開放招生，由湯志民擔任首任校長。
2010年因H1N1疫情停止實施「跑班制」，後不曾回復。
2010年經教育部認證的數理資優班成立。
2014年教育部學校評鑑榮獲總評一等佳績。
2015年與經濟部工業局合作，擔任「智慧校園整合研發計畫案」示範學校。
2015年英語國際特色班成立。
2019年（108學年度）成立國際部（教育部海外攬才子女專班），開辦招收國際學生的海外攬才子女專班 (AIHSNCCU)。

## 歷任校長
| 姓名                               | 任期開始     | 任期結束      | 備註 |
| ---------------------------------- | ------------ | ------------- | --- |
| 湯志民                             | 2005年8月1日 | 2009年7月31日 | 曾任臺北市教育局局長、國立政治大學教育學院院長 現回任北市（蔣市府）教育局局長                             |
| 吳榕峯（任內轉任臺中市教育局局長） | 2009年8月1日 | 2012年8月31日 | 曾任臺中市教育局局長、高雄市教育局局長 現任中國康橋國際學校校長                                           |
| 郭昭佑（代理）                     | 2012年9月1日 | 2015年7月31日 | 現任政大幼教所所長                                                                                        |
| 陳啓東                             | 2015年8月1日 | 2019年7月31日 | 曾任國立暨南國際大學總務長、國立暨南國際大學附屬高級中學校長 現任暨南大學教育學院院長                     |
| 張麗萍                             | 2019年8月1日 | 2025年7月31日 | 曾任臺北市立第一女子高級中學學務主任、臺北市立和平高級中學訓育組長／學務主任 現任臺北市立大直高級中學校長 |
| 林千惠                             | 2025年8月1日 |               | 曾任臺北市立中山女子高級中學教務主任                                                                      |

## 特色班級

### 英語國際特色班
學校設有「數理資優班」，以及「英語國際特色班」。學校注重外語課程，並設置「Language Corner」以邀請政大學生及熱心義工來陪學生練習以英語交流，以及提供大学先修课程，學生可先至政治大學修習課程，以為將來升學做準備。

### 數理資優班
為了培養不同於一般生的數理人才，於2010設立數資班。該班設有專題課程，高一上學期先研究方法，高一下開始進行正式的科展專題。每年舉辦與日本早稻田大學附中的學生以英語進行的科學討論會。為了落實教育，數理資優班沒有跨班選修與第二外語課程。通常錄取30人。數理資優班資格考共分初試與複試。若會考的數學或自然成績達PR97則可直接進入複試。複試又分成手寫與實作，皆由校內資深老師負責出題與審題。

### 海外攬才子女專班
行政院為強化全球攬才、提高競才條件及建立友善留臺環境，解決國際人才子女教育問題，由政大附中開辦海外攬才子女專班，於2019年招生，同時也為台灣第一所開設國際部的公立學校。課程採行國際課程，依據美國《各州共同核心課程標準》（Common Core State Standards）並參採十二年國民基本教育課綱共同核心科目，做適性課程之改進及研發並設計大学先修课程（Advanced Placement）及選修課程。
專班招收符合《外國專業人才延攬及僱用法》第4條規定外國專業人才、外國特定專業人才及外國高級專業人才子女，以及符合《境外優秀科學技術人才子女來臺就學辦法》對象之子女。並聘任專業外國籍師資，所有課程以全英語授課。
政大附中海外攬才子女專班將用 The Affiliated International High School of National Chengchi University (AIHSNCCU) 為識別的名稱。

## 學生活動

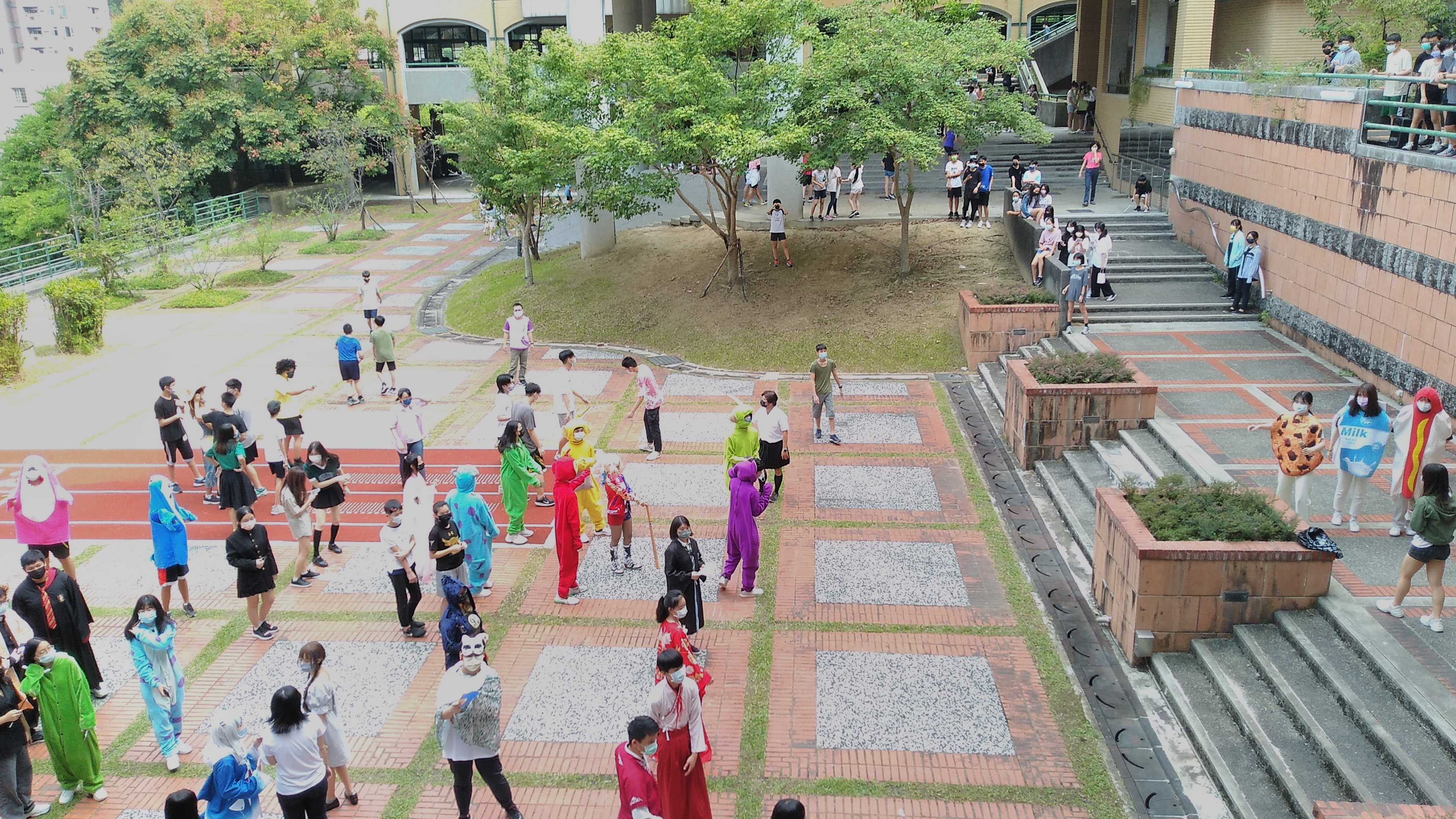
2021年制服日活動（於「旗艦廣場」）

固定在九月最後一個禮拜五舉行「制服日」的傳統，政大附中學生當日可自由著裝。所以稱為制服日，乃該活動早期因為政大附中學生沒有制服，為增添樂趣於該日穿著其他學校制服，諸如建國中學、北一女中等校，數年後，流行男女反穿，即男生穿著北一女中、中山女高、景美女中之制服，而女生穿著建國中學、成功高中等校制服。爾後，學生在當天會進行所謂cosplay，諸如瑪利歐兄弟、皮卡丘、漫威英雄等都被裝扮過。

## 校園環境
2015年，政大附中與宏碁及緯創公司及經濟部工業局合作，推動「智慧校園整合研發計畫案」建置智慧校園。所有新生將可自願選擇參加計畫與否，並獲發放「智慧手環」（需自行購買），該手環用於記錄學生在校內的活動狀況，有利於維護個人和校園安全。學校繪製校園地圖，搭配偵測系統互相應用，以利學生遇到危險時，學校能掌握狀況。

## 國際交流
至2016年，政大附中擁有下列國際交流學校：
 美国
- 西雅圖西北中學（The Northwest School）
- 丹維爾高中
- 中央高中（英语：Central High School (Philadelphia)）
- 克里帕斯阿塔克斯醫學磁性高中（英语：Crispus Attucks High School）
- 雅斯諾技術高中
- 普利茅斯教育中心（英语：Plymouth Educational Center）高中

 中华人民共和国
- 江苏教育学院附属高级中学

 德国
- 克卜勒高中

 日本
- 早稻田大學高等學院

## 學生組織

### 學生聯合自治會
學生聯合自治會，於2020年創立，依其組織章程，為本校最高學生民主自治團體，代表政大附中全體學生行使權力。
組織採三權分立制度，分為行政（學生會）、立法（學生議會）及司法（學生自治裁判會），以普通、平等、直接及無記名之方式選舉出會長、副會長及學生議員。

### 學生社團
現有社團共18個。
| 代碼 | 名稱           | 代碼 | 名稱           |
| ---- | -------------- | ---- | -------------- |
| 108  | 棒球社         | 420  | 籃球社         |
| 302  | 資訊社         | 421  | 文化創意社     |
| 304  | 生物研究社     | 423  | 模擬聯合國社   |
| 306  | 辯論社         | 428  | 桌遊社         |
| 403  | 吉他社         | 429  | 學生大使社     |
| 405  | 熱音社         | 430  | 天文研究社     |
| 406  | 熱門舞蹈社     | 431  | 韓國文化研究社 |
| 412  | 動漫研究社     |      | 共學社         |
| 416  | 流行音樂歌唱社 |      |                |
| 419  | 排球社         |      |                |

下學年（114學年度）確定新增的有羽球社、美術社！

## 圖集

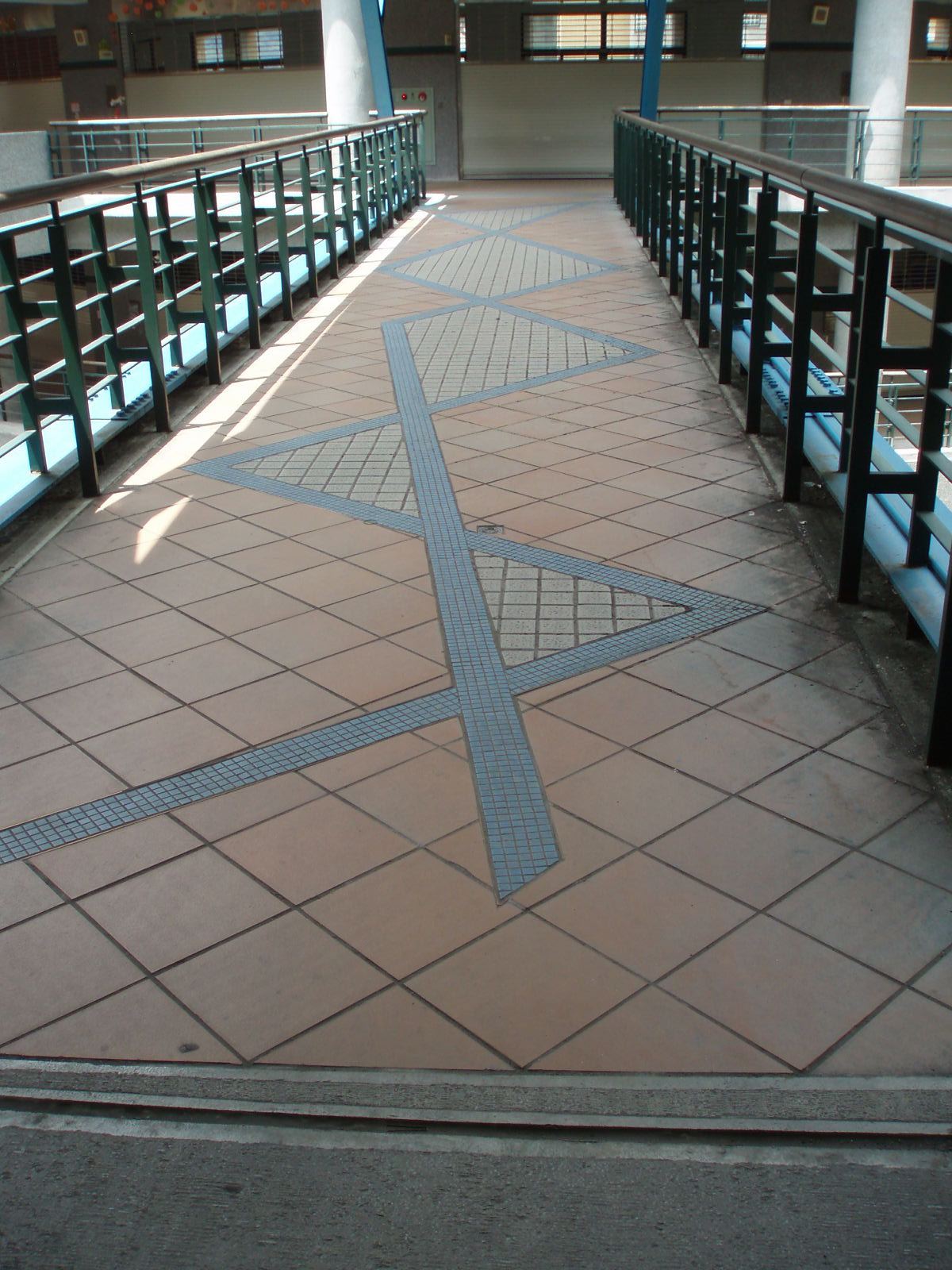
藍橋
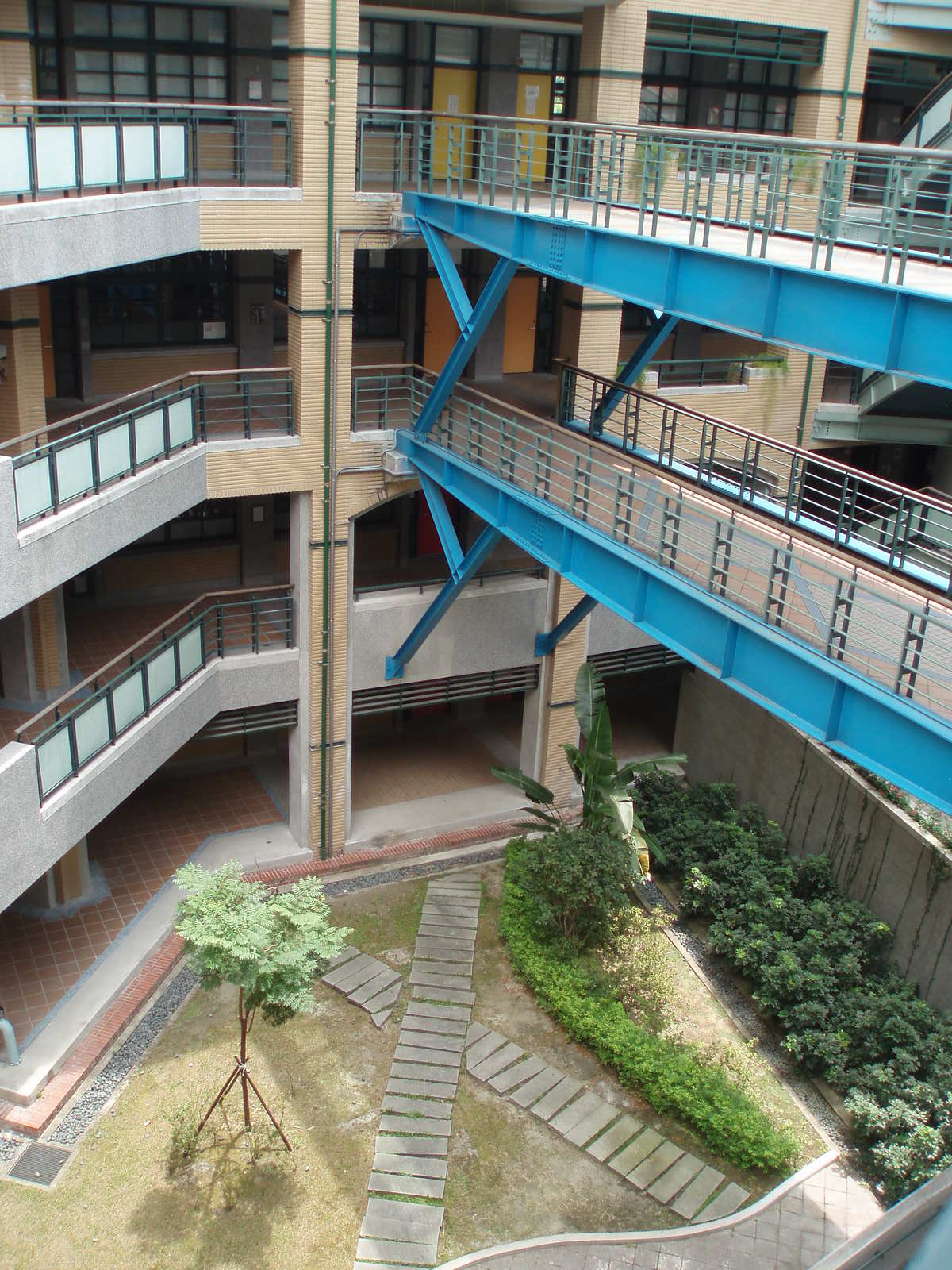
三樓到六樓教室

## 外部連結
- 國立政治大學附屬高級中學（页面存档备份，存于）